# Jerusalem Symphony Orchestra

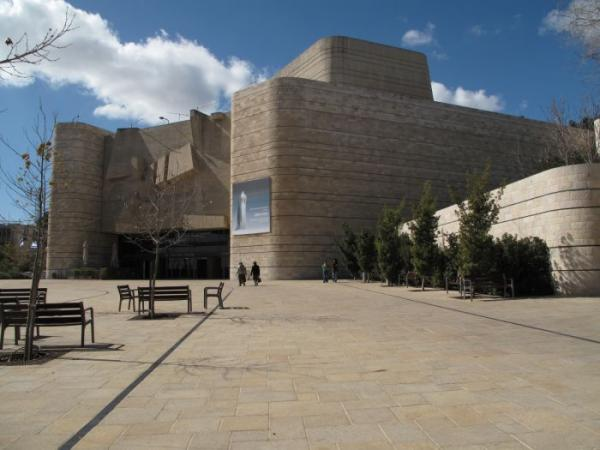
Jerusalemer Zentrum der darstellenden Künste (2009)

Das Jerusalem Symphony Orchestra ist das Sinfonieorchester des Israelischen Rundfunks.  

## Geschichte
Das Orchester geht auf ein Rundfunkorchester zurück, das 1936 von der britischen Mandatsverwaltung Palästinas als Kol Israel Orchestra gegründet wurde. Es gewann seine Anhänger durch die regelmäßigen Dienstagskonzerte in der Aula des Jerusalemer YMCA. In den 1970er Jahren änderte es seinen Namen und zog 1985 in die Henry Crown Symphony Hall des neu gebauten Kulturzentrums Jerusalems. Das relativ kleine Orchester mit ca. 80 Ensemblemitgliedern, unter ihnen bislang kein Musiker palästinensischer Herkunft, wird vom Israelischen Rundfunk, der Kommune Jerusalem und dem Kultusministerium Israels subventioniert. 
Das Jerusalem Symphony Orchestra geht im Rahmen der israelischen Kulturpolitik auch auf internationale Tourneen. Dabei kommt es seit 2011 immer wieder zu Anfeindungen und Störungen der Konzerte durch Anhänger der BDS-Bewegung. So musste ein Konzert in der Royal Albert Hall in London 2011 unterbrochen werden und auf einer Konzertreise im August 2018 durch Südamerika kam es zu Störungen und Anfeindungen.

## Repertoire
Neben dem klassischen Repertoire widmete sich das Orchester der Gegenwartsmusik, auch israelischer Komponisten. Es wurde für Uraufführungen von den Komponisten Sofia Gubaidulina, Henri Dutilleux und Alfred Schnittke ausgewählt. Gemeinsam mit Mitgliedern des Symphonieorchesters des Bayerischen Rundfunks wurde im Jahr 1997 unter der Leitung von Lorin Maazel die Siebte Sinfonie Krzysztof Pendereckis uraufgeführt. 

## Chefdirigenten
- Mendi Rodan (1963–72)
- Lukas Foss (1972–76)
- Gary Bertini (1978–87)
- Lawrence Foster (1988–92)
- David Shallon (1992–1999)
- Frédéric Chaslin (1999–2002)
- Leon Botstein (2003–2010)
- Frédéric Chaslin (2011–2019)[2]
- Steven Sloane (2020–2023)[2]
- Julian Rachlin (designiert, ab Oktober 2023)[3]